# Мълингар
 Тази статия е за града.  За селото вижте Мълингар (село).  
Мълингар (на английски: Mullingar; на ирландски: An Muileann gCearr) е град в централната част на Ирландия. Намира се в графство Уестмийт на провинция Ленстър. Главен административен център на графство Уестмийт. Транспортен шосеен и жп възел. Населението му е 8940 жители от преброяването през 2006 г.

## Личности
- Найл Хоран, певец